# 大久保忠朝
大久保 忠朝（おおくぼ ただとも）は、江戸時代前期から中期にかけての大名・老中。肥前国唐津藩2代藩主、下総国佐倉藩主、相模小田原藩主。官位は従四位下・加賀守、侍従、木工頭。小田原藩大久保家3代。

## 生涯
大久保忠隣の孫にあたり、従兄の大久保忠職の養子となる。家督を相続する前より小姓、小姓組番頭を勤め、寛文10年（1670年）、肥前唐津藩9万3000石を相続し、延宝5年（1677年）、老中となる。貞享3年（1686年）には祖父忠隣の領地であった小田原への復帰を果たす。漸次加増を受け、最終的に11万3000石となる。
『土芥寇讎記』における人物評価、特に「謳歌評説」などでは忠朝を、戸田忠昌、阿部正武ら同僚と並べて「善人の良将」と評している。徳川吉宗が世に出るきっかけを作った人物でもある。（吉宗のエピソード参照）
なお、現在の旧芝離宮恩賜庭園は延宝6年（1678年）に忠朝が4代将軍徳川家綱から拝領した庭園が原型となっている。

## 経歴
日付は旧暦。
- 1632年（寛永9年）、誕生
- 1643年（寛永20年） 西丸小姓
- 1651年（慶安4年）8月16日、従五位下に叙位。出羽守に任官。3000石を賜わる。
- 1660年（万治3年）11月25日、小姓組番頭に異動。
- 1670年（寛文10年）2月13日、小姓組番頭を辞職。3月8日、従兄の肥前唐津藩主大久保忠職の養子となる。4月19日、養父忠職卒去。6月13日、家督相続に伴い、唐津藩主となる。
- 1677年（延宝5年）7月25日、幕府老中となり、加賀守に遷任。閏12月26日、従四位下に昇叙。加賀守如元。
- 1678年（延宝6年）1月23日、下総佐倉城に国替。
- 1680年（延宝8年）1月12日、1万石を加増され、9万3000石となる。8月18日、侍従に遷任。加賀守の兼任如元。
- 1681年（天和元年）12月8日、老中首座となる。
- 1684年（貞享元年）8月24日、江戸城内にて大老堀田正俊殺害事件に遭遇。その場で当事者の稲葉正休を討つ。
- 1686年（貞享3年）1月21日、相模小田原城に国替。さらに加増され、10万3000石となる。
- 1691年（元禄4年）2月11日、忍岡聖堂に代わって建てられた湯島聖堂の釈奠に加藤明英・柳沢吉保と共に5代将軍徳川綱吉に付き従い参列。
- 1694年（元禄7年）4月21日、1万石が加増され、11万3000石となる。
- 1698年（元禄11年）2月15日、老中辞職。10月16日、隠居。
- 1705年（宝永2年）9月22日、加賀守の兼任を木工頭に任替え。
- 1712年（正徳2年）9月25日、卒去。享年81。

## 系譜
父母
- 大久保教隆（実父）
- 松平家乗の娘（実母）
- 大久保忠職（養父）

側室
- 村越氏

子女
- 大久保忠増（長男）生母は村越氏（側室）
- 大久保教寛（次男）生母は村越氏（側室）
- 宇津教信（三男）

## 演じた俳優
- 原聖四郎（「水戸黄門 第3部」、1971年）
- 清水彰（「元禄太平記」、1975年）
- 大久保正信（「子連れ狼第三部」、1976年）
- 黒川弥太郎（「水戸黄門 第10部」、1979年）
- 加賀邦男（「水戸黄門 第13部」、1982年）
- 早川純一（「ご存知!旗本退屈男II」、1988年）
- 高城淳一（「ご存知!旗本退屈男IV」、1990年）
- 早川純一（「ご存知!旗本退屈男V」、1990年）
- 守田比呂也（「ご存知!旗本退屈男VI」、1991年）
- 江原真二郎（「江戸城大乱」、1991年）
- 中丸忠雄（「ご存知!旗本退屈男VII」、1993年） - 大久保伊賀守
- 久米明（「八代将軍吉宗」、1995年）
- 神山寛（「元禄繚乱」、1999年）
- 岸本功（「水戸黄門 第28部」、2000年）
- （「水戸黄門 第29部」、2000年）
- 清水綋治（「旗本退屈男」、2001年）
- 野仲功（「徳川綱吉 イヌと呼ばれた男」、2004年）
- 近藤正臣（「水戸黄門 第42部」、2010年 - 2011年）